# Brezje pri Dobjem
Brezje pri Dobjem je naselje u slovenskoj Općini Dobju. Brezje pri Dobjem se nalazi u pokrajini Štajerskoj i statističkoj regiji Savinjskoj. 

## Stanovništvo
Prema popisu stanovništva iz 2002. godine naselje je imalo 75 stanovnika.